# Дудрово
Дудрово — деревня в Вашкинском районе Вологодской области.
Входит в состав Киснемского сельского поселения, с точки зрения административно-территориального деления — в Киснемский сельсовет.
Расстояние по автодороге до районного центра Липина Бора — 26,5 км, до центра муниципального образования села Троицкое — 3 км. Ближайшие населённые пункты — Аксентьево, Ляпино, Монастырская, Москвино, Рогалево, Сидорово, Тарасьево, Троицкое.
По переписи 2002 года население — 8 человек.